# Anne-Marie Gancel
Pour les articles homonymes, voir Gancel.
Anne-Marie Gancel est une chanteuse et actrice française.

## Biographie
Elle est la fille de Claude Gancel, pianiste, qui fut directeur de la chorale d'Elbeuf.
En 1978, Anne-Marie interprète le rôle de Pénélope aux côtés de Saïd Amadis dans le conte musical éponyme réalisé par Dany Saval et Serge Prisset,,, cette comédie musicale est produite par Jacques Revaux.
En 1983, elle participe à la sélection française pour le Concours Eurovision de la chanson 1983 en chantant le titre « J'en appelle à la vie » (écrit et composé par Maurice Fanon) et finit 4e, qui est remportée par Guy Bonnet avec « Vivre ».
Anne Marie jouera dans plusieurs comédies musicales telles que Da Vinci au Casino de Paris ainsi que dans les productions musicales Europeanstage, qu'elle joue depuis 2003 : La Petite Fille aux allumettes, Le Petit Chose, Big Bang Bulle, La Petite Sirène…

## Discographie
- 1978 : La Nativité, Tréma
- 1978 : Les Manèges de mon cœur, Méridian
- 1979 : Pénélope, Tréma/RCA